# Johnny Lujack
John Christopher Lujack (* 4. Januar 1925 in Connellsville, Pennsylvania; † 25. Juli 2023 in Naples, Florida) war ein amerikanischer American-Football-Spieler.
Er spielte 1943 sowie, nach einer Unterbrechung während des Zweiten Weltkrieges aufgrund des Dienstes in der United States Navy, von 1946 bis 1947 für die Mannschaft der University of Notre Dame im College Football als Quarterback, und erhielt 1947 die Heisman Trophy für den besten Spieler. Damit war er nach Angelo Bertelli der zweite Spieler in der Geschichte der Notre Dame Fighting Irish, dem diese Auszeichnung verliehen wurde. Er gewann darüber hinaus mit der Mannschaft dreimal die nationale Meisterschaft und siegte 1947 bei der Wahl der Presseagentur Associated Press zum Sportler des Jahres. 1946 wurde er im NFL Draft in der ersten Runde von den Chicago Bears verpflichtet, für die er von 1948 bis 1951 vier Spielzeiten lang aktiv war. Während dieser Zeit nahm er zweimal am Pro Bowl teil, dem All-Star-Spiel der National Football League.
Nach dem Ende seiner aktiven Laufbahn fungierte er in den Jahren 1952/1953 an seiner Alma Mater als Trainer der Rückraumformation und trainierte während dieser Zeit unter anderem Johnny Lattner, den Heisman-Gewinner von 1953. Zum Ende der 1950er Jahre wirkte er für CBS als Kommentator bei NFL-Übertragungen, in den 1960er Jahren war er für den Sender ABC in der College-Football-Berichterstattung tätig. 1960 wurde Johnny Lujack in die College Football Hall of Fame aufgenommen.